# 池村碧彩
池村 碧彩（いけむら あおい、2016年5月10日 - ）は、日本の子役、モデルである。ハリウッドラテ所属。
同事務所所属の池村咲良は姉。身長119cm、靴のサイズ19cm。

## 略歴
2019年より姉と同じ事務所で子役として活動を開始。
2021年に乳幼児向け番組『シナぷしゅ』のシナぷしゅキッズに起用される。
2023年にミュージカル『SPY×FAMILY』にアーニャ・フォージャー役の１人に抜擢され話題となる。

## 出演

### ドラマ
- 連続テレビ小説 おかえりモネ（2021年、NHK） - 永浦百音（2歳児）役
- 世にも奇妙な物語 夏の特別編 電話をしてるふり（2022年6月18日、フジテレビ） - 川崎望（幼少期） 役
- 大河ドラマ どうする家康 第7回（2023年2月19日、NHK） - 亀姫（幼少期） 役
- 藤子・F・不二雄 SF短編ドラマ シーズン1「おれ、夕子」（2023年4月9日、NHK BSプレミアム） - 鈴木夕子（幼少期） 役
- 君が死ぬまであと100日（2023年10月24日 - 12月26日、日本テレビ） - 神崎うみ（幼少期） 役
- 家政夫のミタゾノ 第6シリーズ 第8話（2023年11月28日、テレビ朝日） - 羽井花純 役
- 藤子・F・不二雄 SF短編ドラマ シーズン2「マイシェルター」（2024年4月14日、NHK BS） - ユカ 役
- 伝説の頭 翔 第6話（2024年8月23日、テレビ朝日） - 工藤瑞穂（幼少期） 役
- 怖い絵本 season7「こっちをみてる。」（2024年8月28日、NHK Eテレ） - 生徒 役
- 復讐カレシ〜溺愛社長の顔にはウラがある〜 第1話（2025年2月28日、毎日放送） - 服部舞香（幼少期） 役
- Dr.アシュラ 第1話（2025年4月16日、フジテレビ） - 小倉陽菜 役[1]
- FOGDOG 第1話・第2話（2025年7月22日・29日、読売テレビ）[2] - 龍野花音（10歳時） 役

### バラエティ
- シナぷしゅ（2021年4月 - 2022年3月、テレビ東京） - シナぷしゅキッズ
- オハ! よ〜いどん（2023年10月9日 - 11日、NHK Eテレ）

### 映画
- ロストケア（2023年3月24日、日活 / 東京テアトル） - 羽村百花 役
- 劇場版TOKYO MER〜走る緊急救命室〜（2023年4月28日、東宝） - まお 役
- においが眠るまで（2024年4月6日、パロマプロモーション） - 杉浦瑠花 役
- ドールハウス（2025年6月13日、東宝） - 鈴木真衣 役[3][4]

### 吹き替え
- FLY!/フライ!（2024年3月15日） - グウェン 役[5]

### 舞台
- ミュージカル『SPY×FAMILY』（2023年3月、帝国劇場 / 2023年4月、兵庫県立芸術文化センターKOBELCO大ホール / 2023年5月、博多座） - アーニャ・フォージャー 役（クワトロキャスト）[6][7]
- ミュージカル『本好きの下剋上〜司書になるためには手段を選んでいられません〜』（2024年10月、品川プリンスホテル ステラボール / 2024年11月、COOL JAPAN PARK OSAKA TTホール） - マイン 役（ダブルキャスト）[8]

### イベント
- こども音楽フェスティバル 不思議の国の音楽会「アリスとめぐるうたの世界」（2025年5月3日、サントリーホール）[9]

### CM
- PayPayフリマ 「半額ダンス編」（2021年）
- 花王 クイックル「くらし＆クイックル」篇（2022年）
- はごろもフーズ シーチキン「シーチキンSmile この顔で覚えてね」篇（2023年）
- 不二家 ホームパイ「えがおでおいしい篇」（2023年）
- ハウス食品 シチューミクス「シチューと思いきや!?篇」（2023年）
- ニッスイ 大きな大きな焼きおにぎり「カモンあの香り篇」（2023年）
- フジッコ まるごとSOYカスピ海ヨーグルト「大豆の嘆き篇」（2023年）
- タカラスタンダード 「未来への願い ホーロー篇」「未来への願い篇」（2023年）
- 明星食品 チャルメラ「ホタテの子篇」（2024年）[10]
- スズキ ソリオ「ライブシルエット」篇 （2025年）